# Erepsia gracilis
Erepsia gracilis är en isörtsväxtart som först beskrevs av Adrian Hardy Haworth, och fick sitt nu gällande namn av L. Bol. Erepsia gracilis ingår i släktet Erepsia och familjen isörtsväxter. Inga underarter finns listade i Catalogue of Life.